# 国際連合安全保障理事会決議119
国際連合安全保障理事会決議119（こくさいれんごうあんぜんほしょうりじかいけつぎ119）は、1956年10月31日に国際連合安全保障理事会において採択された決議。アメリカ合衆国により提案され、同決議により平和のための結集決議が初めて発動され、第1回緊急特別総会が招集された。

## 内容
エジプトに対する行動によって引き起こされた深刻な状況（第二次中東戦争）と、これまでの会合にて常任理事国の全会一致が得られなかったことを考慮し、安保理は国際的な平和と安全の維持に対する責任の行使が妨げられていると感じていた。その解決策として理事会は、適切な勧告を行うために緊急特別総会を招集することを決定した。

## 議決
常任理事国であり、第二次中東戦争に関わっていたフランスとイギリスが反対票を投じたものの、拒否権を行使できない手続事項だったため、これにより採択を阻止することはできなかった。